# Conus regonae
Espèce
Statut de conservation UICN

 VU D2 : Vulnérable
Conus regonae est une espèce de mollusques gastéropodes marins de la famille des Conidae.
Comme toutes les espèces du genre Conus, ces escargots sont prédateurs et venimeux. Ils sont capables de « piquer » les humains et doivent donc être manipulés avec précaution, voire pas du tout.

## Description
La taille de la coquille varie entre 10 mm et 25 mm.

## Distribution
Cette espèce est présente dans l'océan Atlantique au large de l'île de Sal, Cap-Vert.

### Niveau de risque d’extinction de l’espèce
Selon l'analyse de l'UICN réalisée en 2011 pour la définition du niveau de risque d'extinction, cette espèce est endémique aux îles du Cap-Vert où elle se trouve au large de la côte nord de l'île de Sal, sur une longueur de 33 km de côte. On la trouve généralement dans des habitats rocheux extrêmement exposés. Cette espèce est très limitée dans son aire de répartition et les principales menaces résident dans d'éventuels épisodes de pollution résultant des mouvements des bateaux entrant et sortant du port dans la partie occidentale de l'aire de répartition. À ce titre, l'espèce est considérée comme Vulnérable D2.

## Taxonomie

### Publication originale
L'espèce Conus regonae a été décrite pour la première fois en 1990 par le malacologiste espagnol Emilio Rolán (d) dans « Iberus »,.

### Synonymes
- Africonus regonae (Rolán & Trovão, 1990) · appellation alternative
- Conus (Lautoconus) regonae Rolán & Trovão, 1990 · non accepté